# Discographie d'Anitta
 (février 2023).
La mise en forme du texte ne suit pas les recommandations de Wikipédia : il faut le « wikifier ».
Les points d'amélioration suivants sont les cas les plus fréquents. Le détail des points à revoir est peut-être précisé sur la page de discussion.
- Les titres sont pré-formatés par le logiciel. Ils ne sont ni en capitales, ni en gras.
- Le texte ne doit pas être écrit en capitales (les noms de famille non plus), ni en gras, ni en italique, ni en « petit »…
- Le gras n'est utilisé que pour surligner le titre de l'article dans l'introduction, une seule fois.
- L'italique est rarement utilisé : mots en langue étrangère, titres d'œuvres, noms de bateaux, etc.
- Les citations ne sont pas en italique mais en corps de texte normal. Elles sont entourées par des guillemets français : « et ».
- Les listes à puces sont à éviter, des paragraphes rédigés étant largement préférés. Les tableaux sont à réserver à la présentation de données structurées (résultats, etc.).
- Les appels de note de bas de page (petits chiffres en exposant, introduits par l'outil «  Source ») sont à placer entre la fin de phrase et le point final[comme ça].
- Les liens internes (vers d'autres articles de Wikipédia) sont à choisir avec parcimonie. Créez des liens vers des articles approfondissant le sujet. Les termes génériques sans rapport avec le sujet sont à éviter, ainsi que les répétitions de liens vers un même terme.
- Les liens externes sont à placer uniquement dans une section « Liens externes », à la fin de l'article. Ces liens sont à choisir avec parcimonie suivant les règles définies. Si un lien sert de source à l'article, son insertion dans le texte est à faire par les notes de bas de page.
- La présentation des références doit suivre les conventions bibliographiques. Il est recommandé d'utiliser les modèles {{Ouvrage}}, {{Chapitre}}, {{Article}}, {{Lien web}} et/ou {{Bibliographie}}. Le mode d'édition visuel peut mettre en forme automatiquement les références.
- Insérer une infobox (cadre d'informations à droite) n'est pas obligatoire pour parachever la mise en page.

Pour une aide détaillée, merci de consulter Aide:Wikification.
Si vous pensez que ces points ont été résolus, vous pouvez retirer ce bandeau et améliorer la mise en forme d'un autre article.
 (février 2023).
Anitta est une chanteuse brésilienne. Elle a sorti cinq albums studio, un album live, deux EPs, 47 singles (en tant qu'artiste principale) et 66 clips vidéo.

## Carrière
Anitta est découverte par le producteur de musique DJ Batutinha via YouTube en 2010. Elle signe finalement un contrat d'enregistrement avec Warner Music Brazil en 2013 et sort son premier album, Anitta, la même année. Il atteint le numéro un et est certifié album d'or au Brésil. Son premier album produit également quatre singles, dont les succès commerciaux Show das Poderosas et Zen.
Ritmo Perfeito (2014) est le deuxième album studio d'Anitta, il atteint la deuxième place au Brésil et comprend cinq singles, dont Blá Blá Blá, Na Batida et Ritmo Perfeito. En 2015, Anitta sort son troisième album studio, Bang!, qui est devenu son album le plus vendu à ce jour (plus de 300 000 exemplaires au Brésil).
En 2016, Anitta commence à étendre son succès à l'Amérique latine. Cette année-là, elle figure dans un remix du single Ginza de J Balvin et sort également Sim ou Não, un duo avec le chanteur colombien Maluma. Anitta figure ensuite sur le single Switch de la rappeuse australienne Iggy Azalea et sur Sua Cara de Major Lazer, qui présente également Pabllo Vittar en 2017. Cette même année, elle sort Paradinha, son premier single solo en espagnol. Une série de singles de collaboration hors album, comme Is That For Me avec le producteur suédois Alesso, Downtown avec J Balvin et Vai Malandra avec MC Zaac, DJ Yuri Martins, le duo Tropkillaz et le rappeur américain Maejor, suivent plus tard en 2017.
Kisses (2019), le quatrième album studio d'Anitta, est acclamé par la critique et est nommé pour un Latin Grammy Award du meilleur album de musique urbaine. Toujours en 2019, Anitta figure dans un certain nombre de chansons publiées par des artistes tels que Madonna, DJ Snake, Sean Paul, Snoop Dogg, Ozuna, Natti Natasha, Sofia Reyes et Rita Ora.
En 2020, Anitta annonce son cinquième album studio, Versions of Me, et sort son premier single Me Gusta, qui met en vedette Cardi B et Myke Towers, et devient la première entrée de la chanteuse sur le palmarès Billboard Hot 100. Girl from Rio et Faking Love avec Saweetie suivent comme les prochains singles de l'album en 2021, tous deux figurant sur le palmarès américain Billboard Mainstream Top 40 Airplay. Plus tard, cette année-là, Anitta sort le quatrième single de l'album Envolver, qui remporte un succès dans les charts internationaux, donnant les entrées les plus élevées d'Anitta sur le Billboard Global 200 et le Billboard Global Excl. US, aux numéros cinq et deux, respectivement, et bat une série de records, y compris le record Spotify de la chanson la plus écoutée en une seule journée en 2022 (7,278 millions), la plus grande journée de streaming pour une chanson latine féminine, ainsi que la première chanson d'un artiste brésilien et première chanson latine solo à atteindre le sommet du classement Spotify Global Daily,. Il bat également le record de la plupart des flux d'une journée au Brésil avec plus de 4,5 millions d'écoutes, un record qu'elle détenait auparavant avec son single Vai Malandra de 2017.
Anitta a vendu plus de 10 millions de disques au Brésil (singles et albums certifiés, y compris les longs métrages), et est l'une des chanteuses les plus titrées du pays.

## Albums

### Albums studio
| Titre                                                                                           | Détails de l'album                                                                          | Meilleure position | Meilleure position | Meilleure position | Meilleure position | Meilleure position | Ventes      | Certifications (seuil de vente) |
| Titre                                                                                           | Détails de l'album                                                                          | BRA                | US Heat            | US Latin           | FRA                | SPA                | Ventes      | Certifications (seuil de vente) |
| ----------------------------------------------------------------------------------------------- | ------------------------------------------------------------------------------------------- | ------------------ | ------------------ | ------------------ | ------------------ | ------------------ | ----------- | ------------------------------- |
| Anitta                                                                                          | - Sortie : 6 juillet 2013 - Label : Warner Brasil - Formats : CD, téléchargement numérique  | 1                  | —                  | —                  | —                  | —                  | - : 170 000 | - Brésil (PMB) : Platine        |
| Ritmo Perfeito                                                                                  | - Sortie : 3 juillet 2014 - Label : Warner Brasil - Formats : CD, téléchargement numérique  | 2                  | —                  | —                  | —                  | —                  | - : 50 000  |                                 |
| Bang!                                                                                           | - Sortie : 13 octobre 2015 - Label : Warner Brasil - Formats : CD, téléchargement numérique | 3                  | —                  | —                  | —                  | —                  | - : 300 000 |                                 |
| Kisses                                                                                          | - Sortie : 5 avril 2019 - Label : Warner Brasil - Formats : CD, téléchargement numérique    | —                  | —                  | 16                 | —                  | —                  | - : 300 000 | - Brésil (PMB) : Diamant        |
| Versions of Me                                                                                  | - Sortie : 12 avril 2022 - Label : Warner - Formats : CD, téléchargement numérique          | —                  | 2                  | —                  | 55                 | 51                 |             | - Brésil (PMB) : Diamant        |
| — désigne un enregistrement qui n'a pas été enregistré ou n'a pas été publié sur ce territoire. |                                                                                             |                    |                    |                    |                    |                    |             |                                 |

### Albums live
| Titre     | Détails de l'album                                                                      | Meilleure position | Ventes     |
| Titre     | Détails de l'album                                                                      | BRA                | Ventes     |
| --------- | --------------------------------------------------------------------------------------- | ------------------ | ---------- |
| Meu Lugar | - Sortie : 4 juin 2014 - Label : Warner Brasil - Formats : CD, téléchargement numérique | 1                  | - : 75 000 |

## EPs
| Titre                        | Détails                                                                                 |
| ---------------------------- | --------------------------------------------------------------------------------------- |
| Tá na Mira                   | - Sortie : 30 avril 2013 - Label : Warner Brasil - Formats : Téléchargement numérique   |
| Solo                         | - Sortie : 9 novembre 2018 - Label : Warner Brasil - Formats : Téléchargement numérique |
| Spotify Singles              | - Sortie : 23 janvier 2019 - Label : Warner Brasil - Formats : Streaming                |
| À Procura da Anitta Perfeita | - Sortie : 30 novembre 2022 - Label : Warner Brasil - Formats : Streaming               |

## Singles

### En tant qu'artiste principale
| Titre                                                                                           | Année | Meilleure position | Meilleure position | Meilleure position | Meilleure position | Meilleure position | Meilleure position | Meilleure position | Meilleure position | Meilleure position | Meilleure position | Certifications | Album                        |
| Titre                                                                                           | Année | BRA                | ARG                | COL                | ITA                | MEX                | POR                | SPA                | SWI                | US                 | US Latin           | Certifications | Album                        |
| ----------------------------------------------------------------------------------------------- | ----- | ------------------ | ------------------ | ------------------ | ------------------ | ------------------ | ------------------ | ------------------ | ------------------ | ------------------ | ------------------ | --- | ---------------------------- |
| Meiga e Abusada                                                                                 | 2012  | 41                 | —                  | —                  | —                  | —                  | —                  | —                  | —                  | —                  | —                  | | Anitta                       |
| Show das Poderosas                                                                              | 2013  | 2                  | —                  | —                  | —                  | —                  | —                  | —                  | —                  | —                  | —                  | | Anitta                       |
| Não Para                                                                                        | 2013  | 3                  | —                  | —                  | —                  | —                  | —                  | —                  | —                  | —                  | —                  | | Anitta                       |
| Zen                                                                                             | 2013  | 1                  | —                  | —                  | —                  | —                  | —                  | —                  | —                  | —                  | —                  | | Anitta                       |
| Blá Blá Blá                                                                                     | 2014  | 2                  | —                  | —                  | —                  | —                  | —                  | —                  | —                  | —                  | —                  | | Meu Lugar                    |
| Cobertor (featuring Projota)                                                                    | 2014  | 45                 | —                  | —                  | —                  | —                  | —                  | —                  | —                  | —                  | —                  | | Ritmo Perfeito               |
| Na Batida                                                                                       | 2014  | 3                  | —                  | —                  | —                  | —                  | —                  | —                  | —                  | —                  | —                  | | Ritmo Perfeito               |
| Ritmo Perfeito                                                                                  | 2014  | 2                  | —                  | —                  | —                  | —                  | —                  | —                  | —                  | —                  | —                  | | Ritmo Perfeito               |
| No Meu Talento (solo ou en featuring avec MC Guimê)                                             | 2015  | 14                 | —                  | —                  | —                  | —                  | —                  | —                  | —                  | —                  | —                  | | Ritmo Perfeito               |
| Deixa Ele Sofrer                                                                                | 2015  | 6                  | —                  | —                  | —                  | —                  | —                  | —                  | —                  | —                  | —                  | | Bang                         |
| Bang                                                                                            | 2015  | 9                  | —                  | —                  | —                  | —                  | —                  | —                  | —                  | —                  | —                  | | Bang                         |
| Essa Mina é Louca (featuring Jhama)                                                             | 2016  | 14                 | —                  | —                  | —                  | —                  | —                  | —                  | —                  | —                  | —                  | | Bang                         |
| Cravo e Canela (featuring Vitin)                                                                | 2016  | 36                 | —                  | —                  | —                  | —                  | —                  | —                  | —                  | —                  | —                  | | Bang                         |
| Sim ou Não / Sí o No (featuring Maluma)                                                         | 2016  | 15                 | —                  | —                  | —                  | 42                 | —                  | —                  | —                  | —                  | —                  | - : 3 × Diamant - : Or | Singles hors album           |
| Paradinha                                                                                       | 2017  | 3                  | —                  | 48                 | —                  | —                  | 54                 | —                  | —                  | —                  | —                  | - : Diamant - : Platine | Singles hors album           |
| Is That for Me (avec Alesso)                                                                    | 2017  | 41                 | —                  | —                  | —                  | —                  | 53                 | —                  | —                  | —                  | —                  | - : 4 × Platine | Singles hors album           |
| Downtown (avec J Balvin)                                                                        | 2017  | 33                 | 15                 | 9                  | —                  | —                  | 7                  | 8                  | 73                 | —                  | 14                 | - : 3× Diamond - : 3× Platinum - ASINCOL : 5× Platinum - CAPIF : Platinum - FIMI : Gold - PROMUSICAE : 3× Platinum - RIAA : 6× Platinum (Latin)                                                                                | Singles hors album           |
| Vai Malandra (avec Mc Zaac et Maejor featuring Tropkillaz et DJ Yuri Martins)                   | 2017  | 24                 | —                  | —                  | —                  | —                  | 4                  | —                  | —                  | —                  | —                  | - : 3× Diamond - : 3× Platinum | Singles hors album           |
| Machika (avec J Balvin et Jeon)                                                                 | 2018  | 99                 | 17                 | 1                  | 14                 | 45                 | 32                 | 14                 | 94                 | —                  | 10                 | - : Diamond - : Gold - AMPROFON : Platinum - FIMI : Platinum - PROMUSICAE : Gold - RIAA : Platinum (Latin) | Vibras                       |
| Indecente                                                                                       | 2018  | 37                 | —                  | —                  | —                  | —                  | 40                 | —                  | —                  | —                  | —                  | - : Gold - RIAA : Gold (Latin) | Singles hors album           |
| Medicina                                                                                        | 2018  | 27                 | 43                 | 41                 | —                  | 26                 | 15                 | —                  | —                  | —                  | —                  | - : Gold - RIAA : Gold (Latin) | Singles hors album           |
| Veneno                                                                                          | 2018  | —                  | 96                 | 24                 | —                  | —                  | 19                 | —                  | —                  | —                  | —                  | - : Platinum - RIAA : Gold (Latin) | Solo                         |
| Não Perco Meu Tempo                                                                             | 2018  | 35                 | —                  | —                  | —                  | —                  | 70                 | —                  | —                  | —                  | —                  | | Solo                         |
| Terremoto (avec Kevinho)                                                                        | 2019  | 23                 | —                  | —                  | —                  | —                  | 4                  | —                  | —                  | —                  | —                  | - : 2× Platinum | Singles hors album           |
| Bola Rebola (avec Tropkillaz, J Balvin et Mc Zaac)                                              | 2019  | —                  | —                  | 92                 | —                  | —                  | 12                 | —                  | —                  | —                  | 46                 | - : 2× Diamond - : 2× Platinum - RIAA : Platinum (Latin) | Singles hors album           |
| Poquito (avec Swae Lee)                                                                         | 2019  | 46                 | —                  | 14                 | —                  | 30                 | 51                 | —                  | —                  | —                  | —                  | - : Gold | Kisses                       |
| Banana (featuring Becky G)                                                                      | 2019  | —                  | —                  | —                  | —                  | —                  | 63                 | —                  | —                  | —                  | —                  | - : Gold | Kisses                       |
| Onda Diferente (avec Snoop Dogg et Ludmilla)                                                    | 2019  | 64                 | —                  | —                  | —                  | —                  | 49                 | —                  | —                  | —                  | —                  | - : Platinum | Kisses                       |
| Some Que Ele Vem Atrás (avec Marília Mendonça)                                                  | 2019  | 15                 | —                  | —                  | —                  | —                  | 65                 | —                  | —                  | —                  | —                  | - : 2× Diamond - : Platinum | Singles hors album           |
| Combatchy (avec Lexa et Luísa Sonza, featuring MC Rebecca)                                      | 2019  | —                  | —                  | —                  | —                  | —                  | 25                 | —                  | —                  | —                  | —                  | - : 2× Diamond/?busca_artista=Anitta&busca_tipo_produto= /> - : 2× Platinum | Singles hors album           |
| Meu Mel (avec Melim)                                                                            | 2019  | 90                 | —                  | —                  | —                  | —                  | —                  | —                  | —                  | —                  | —                  | - : Platinum | Singles hors album           |
| Até o Céu (avec MC Cabelinho)                                                                   | 2019  | —                  | —                  | —                  | —                  | —                  | —                  | —                  | —                  | —                  | —                  | - : 2× Platinum | Singles hors album           |
| Jogação (avec Psirico)                                                                          | 2020  | —                  | —                  | —                  | —                  | —                  | —                  | —                  | —                  | —                  | —                  | - : Gold | Singles hors album           |
| Tócame (featuring Arcángel et De La Ghetto)                                                     | 2020  | —                  | —                  | 19                 | —                  | 13                 | 94                 | —                  | —                  | —                  | —                  | - : 2× Platinum - : Gold | Singles hors album           |
| Me Gusta (featuring Cardi B et Myke Towers)                                                     | 2020  | 14                 | 59                 | 22                 | —                  | 18                 | 19                 | 82                 | 56                 | 91                 | 5                  | - : 3× Diamond - : Platinum | Versions of Me               |
| Loco                                                                                            | 2021  | —                  | —                  | —                  | —                  | 13                 | 113                | —                  | —                  | —                  | —                  | - : Platinum | Singles hors album           |
| Girl from Rio                                                                                   | 2021  | 11                 | 93                 | —                  | —                  | 13                 | 40                 | —                  | —                  | —                  | —                  | - : Diamond - : Gold | Versions of Me               |
| Faking Love (featuring Saweetie)                                                                | 2021  | 45                 | —                  | —                  | —                  | —                  | 82                 | —                  | —                  | —                  | —                  | - : Diamond - : Gold | Versions of Me               |
| Envolver                                                                                        | 2021  | 1                  | 13                 | 9                  | 43                 | 2                  | 2                  | 13                 | 17                 | 70                 | 3                  | - Pro-Música Brasil : 3× Platinum - Associação Fonográfica Portuguesa : 3× Platinum - AMPROFON : 4× Platinum+Gold - FIMI : Gold - PROMUSICAE : Platinum - RIAA : Diamond (Latin) - SNEP : Gold - MC : Gold - PROFOVI : Diamond | Versions of Me               |
| No Chão Novinha (avec Pedro Sampaio)                                                            | 2021  | 22                 | —                  | —                  | —                  | —                  | 4                  | —                  | —                  | —                  | —                  | - : Diamond - : 2× Platinum | Chama Meu Nome               |
| Boys Don't Cry                                                                                  | 2022  | 17                 | —                  | —                  | —                  | —                  | 23                 | —                  | —                  | —                  | —                  | - : 2× Platinum - : Gold | Versions of Me               |
| El Que Espera (avec Maluma)                                                                     | 2022  | —                  | 91                 | —                  | —                  | —                  | 105                | —                  | —                  | —                  | —                  | | Versions of Me               |
| Lobby (featuring Missy Elliott)                                                                 | 2022  | —                  | —                  | —                  | —                  | —                  | 155                | —                  | —                  | —                  | —                  | | Versions of Me               |
| Ai Papai (avec MC Danny et Hitmaker)                                                            | 2022  | 13                 | —                  | —                  | —                  | —                  | 20                 | —                  | —                  | —                  | —                  | | À Procura da Anitta Perfeita |
| Avisa Lá (avec Pocah et Lexa, featuring Rebecca)                                                | 2022  | —                  | —                  | —                  | —                  | —                  | —                  | —                  | —                  | —                  | —                  | | À Procura da Anitta Perfeita |
| Biquíni Vermelhinho (avec Costa Gold et Rafinha RSQ)                                            | 2022  | —                  | —                  | —                  | —                  | —                  | —                  | —                  | —                  | —                  | —                  | | À Procura da Anitta Perfeita |
| Ela Não Vale Nada (avec Maiara & Maraisa)                                                       | 2022  | —                  | —                  | —                  | —                  | —                  | —                  | —                  | —                  | —                  | —                  | | À Procura da Anitta Perfeita |
| Macetar                                                                                         | 2022  | —                  | —                  | —                  | —                  | —                  | —                  | —                  | —                  | —                  | —                  | | À Procura da Anitta Perfeita |
| Mel (avec Wesley Safadão)                                                                       | 2022  | —                  | —                  | —                  | —                  | —                  | —                  | —                  | —                  | —                  | —                  | | À Procura da Anitta Perfeita |
| — désigne un enregistrement qui n'a pas été enregistré ou n'a pas été publié sur ce territoire. |       |                    |                    |                    |                    |                    |                    |                    |                    |                    |                    | |                              |

### Collaborations
| Titre                                                                                                   | Année | Meilleur classement | Meilleur classement | Meilleur classement | Meilleur classement | Meilleur classement | Meilleur classement | Meilleur classement | Meilleur classement | Meilleur classement | Meilleur classement | Meilleur classement | Certifications                                                  | Album                                       |
| Titre                                                                                                   | Année | BRA                 | ARG                 | COL                 | FRA                 | ITA                 | MEX                 | POR                 | SPA                 | SWI                 | US Dance            | US Latin            | Certifications                                                  | Album                                       |
| --- | ----- | ------------------- | ------------------- | ------------------- | ------------------- | ------------------- | ------------------- | ------------------- | ------------------- | ------------------- | ------------------- | ------------------- | --------------------------------------------------------------- | ------------------------------------------- |
| Blecaute (Slow Funk) (Jota Quest, featuring Anitta and Nile Rodgers)                                    | 2015  | 39                  | —                   | —                   | —                   | —                   | —                   | —                   | —                   | —                   | —                   | —                   |                                                                 | Pancadélico                                 |
| O Amor Tá Aí (Parmi les artistes pour l'Institut Neymar Jr.)                                            | 2015  | —                   | —                   | —                   | —                   | —                   | —                   | —                   | —                   | —                   | —                   | —                   |                                                                 | Non-album single                            |
| Ginza (Remix) (J Balvin, featuring Anitta)                                                              | 2016  | —                   | —                   | —                   | —                   | —                   | —                   | —                   | —                   | —                   | —                   | —                   | - PMB : 3× Diamond                                              | Energia                                     |
| Faz Parte (Projota, featuring Anitta)                                                                   | 2016  | 78                  | —                   | —                   | —                   | —                   | —                   | —                   | —                   | —                   | —                   | —                   |                                                                 | 3Fs (Ao Vivo)                               |
| Loka (Simone & Simaria, featuring Anitta)                                                               | 2017  | 6                   | —                   | —                   | —                   | —                   | —                   | —                   | —                   | —                   | —                   | —                   | - PMB : 3× Diamond                                              | Duetos                                      |
| Você Partiu Meu Coração (Nego do Borel, featuring Anitta et Wesley Safadão)                             | 2017  | 21                  | —                   | —                   | —                   | —                   | —                   | 53                  | —                   | —                   | —                   | —                   | - PMB : 3× Diamond                                              | Non-album singles                           |
| Switch (Iggy Azalea featuring Anitta)                                                                   | 2017  | —                   | —                   | —                   | —                   | —                   | —                   | 70                  | —                   | —                   | —                   | —                   | - PMB : Platinum                                                | Non-album singles                           |
| Sua Cara (Major Lazer featuring Anitta and Pabllo Vittar)                                               | 2017  | 49                  | —                   | —                   | —                   | —                   | —                   | 8                   | —                   | —                   | 26                  | —                   | - AFP : 2× Platinum                                             | Know No Better                              |
| Will I See You, (Poo Bear featuring Anitta)                                                             | 2017  | —                   | —                   | —                   | —                   | —                   | —                   | —                   | —                   | —                   | —                   | —                   | - PMB : Platinum                                                | Poo Bear Presents Bearthday Music           |
| Coladinha em Mim (Gustavo Mioto featuring Anitta)                                                       | 2017  | —                   | —                   | —                   | —                   | —                   | —                   | —                   | —                   | —                   | —                   | —                   |                                                                 | Ao Vivo em São Paulo / SP                   |
| Romance com Safadeza (Wesley Safadão featuring Anitta)                                                  | 2018  | 14                  | —                   | —                   | —                   | —                   | —                   | —                   | —                   | —                   | —                   | —                   | - PMB : 4× Diamond                                              | Non-album single                            |
| Ao Vivo e a Cores (Matheus & Kauan featuring Anitta)                                                    | 2018  | 13                  | —                   | —                   | —                   | —                   | —                   | 55                  | —                   | —                   | —                   | —                   | - PMB : 4× Diamond                                              | Intensamente Hoje!                          |
| Jacuzzi (Greeicy featuring Anitta)                                                                      | 2018  | —                   | 93                  | 55                  | —                   | —                   | —                   | —                   | —                   | —                   | —                   | —                   | - PMB : Platinum - ASINCOL : Platinum - RIAA : Gold (Latin)     | Baila                                       |
| Fica Tudo Bem (Silva featuring Anitta)                                                                  | 2018  | —                   | —                   | —                   | —                   | —                   | —                   | 78                  | —                   | —                   | —                   | —                   | - PMB : Diamond                                                 | Brasileiro                                  |
| Perdendo a Mão (Seakret featuring Anitta and Jojo Maronttinni)                                          | 2018  | —                   | —                   | —                   | —                   | —                   | —                   | —                   | —                   | —                   | —                   | —                   |                                                                 | Non-album singles                           |
| Eu Não Vou Embora (DJ Zullu featuring Anitta and MC G15)                                                | 2018  | —                   | —                   | —                   | —                   | —                   | —                   | —                   | —                   | —                   | —                   | —                   |                                                                 | Non-album singles                           |
| Mala Mía (Remix) (Maluma featuring Becky G and Anitta)                                                  | 2018  | —                   | 10                  | 16                  | —                   | —                   | 1                   | —                   | —                   | —                   | —                   | —                   |                                                                 | Non-album singles                           |
| Favela Chegou (Ludmilla featuring Anitta)                                                               | 2019  | 95                  | —                   | —                   | —                   | —                   | —                   | 50                  | —                   | —                   | —                   | —                   | - PMB : Diamond - AFP : Gold                                    | Hello Mundo                                 |
| Te Lo Dije (Natti Natasha featuring Anitta)                                                             | 2019  | —                   | —                   | —                   | —                   | —                   | —                   | —                   | —                   | —                   | —                   | —                   |                                                                 | Iluminatti                                  |
| R.I.P. (Sofía Reyes featuring Rita Ora and Anitta)                                                      | 2019  | —                   | 41                  | 49                  | —                   | —                   | 10                  | 36                  | 53                  | 56                  | —                   | 19                  | - PMB : 4× Platinum - AFP : Platinum - RIAA : Platinum (Latin)´ | Mal de Amores                               |
| Pa' Lante (Alex Sensation featuring Anitta and Luis Fonsi)                                              | 2019  | —                   | —                   | —                   | —                   | —                   | —                   | —                   | —                   | —                   | —                   | —                   |                                                                 | Non-album single                            |
| Contatinho (Leo Santana featuring Anitta)                                                               | 2019  | 21                  | —                   | —                   | —                   | —                   | —                   | 95                  | —                   | —                   | —                   | —                   | - PMB : 2× Diamond - AFP : Gold                                 | Levada do Gigante                           |
| Make It Hot (Major Lazer featuring Anitta)                                                              | 2019  | 88                  | —                   | —                   | —                   | —                   | —                   | —                   | —                   | —                   | —                   | —                   | - PMB : Gold                                                    | Non-album singles                           |
| Muito Calor (Ozuna featuring Anitta)                                                                    | 2019  | 42                  | —                   | —                   | —                   | —                   | —                   | —                   | 60                  | 80                  | —                   | —                   |                                                                 | Non-album singles                           |
| Fuego (DJ Snake featuring Sean Paul, Anitta and Tainy)                                                  | 2019  | —                   | —                   | —                   | —                   | —                   | —                   | 63                  | —                   | —                   | —                   | —                   | - PMB : 3× Platinum - AFP : Gold                                | Carte Blanche                               |
| Complicado (Vitão featuring Anitta)                                                                     | 2019  | 96                  | —                   | —                   | —                   | —                   | —                   | 92                  | —                   | —                   | —                   | —                   | - PMB : Diamond - AFP : Gold                                    | Ouro                                        |
| Bellaquita (Remix) (Dalex and Lenny Tavárez featuring Anitta, Natti Natasha, Farruko and Justin Quiles) | 2019  | —                   | —                   | —                   | —                   | —                   | —                   | —                   | 26                  | —                   | —                   | —                   | - PROMUSICAE : Gold                                             | Modo Avión                                  |
| Rave de Favela (MC Lan and Major Lazer featuring Anitta and Beam)                                       | 2020  | —                   | —                   | —                   | —                   | —                   | —                   | 32                  | —                   | —                   | —                   | —                   | - AFP : Gold                                                    | Music Is the Weapon                         |
| Desce Pro Play (Pa Pa Pa) (Mc Zaac featuring Anitta and Tyga)                                           | 2020  | 25                  | —                   | —                   | —                   | —                   | —                   | 7                   | —                   | —                   | —                   | —                   | - PMB : 2× Diamond - AFP : Platinum                             | Non-album singles                           |
| Paloma (Fred de Palma featuring Anitta)                                                                 | 2020  | —                   | —                   | —                   | —                   | 4                   | —                   | —                   | —                   | —                   | —                   | —                   | - FIMI : 3× Platinum                                            | Non-album singles                           |
| Tá com o Papato (Papatinho featuring Anitta, Dfideliz and BIN)                                          | 2020  | —                   | —                   | —                   | —                   | —                   | —                   | —                   | —                   | —                   | —                   | —                   |                                                                 | Non-album singles                           |
| Modo Turbo (Luísa Sonza featuring Pabllo Vittar and Anitta)                                             | 2020  | —                   | —                   | —                   | —                   | —                   | —                   | 7                   | —                   | —                   | —                   | —                   | - AFP : Platinum                                                | Doce 22                                     |
| Mi Niña (Remix) (Wisin with Maluma and Myke Towers featuring Anitta)                                    | 2021  | 34                  | —                   | —                   | —                   | —                   | —                   | —                   | 83                  | —                   | —                   | —                   | - RIAA : Platinum (Latin)                                       | Non-album singles                           |
| Tô Preocupada (MC Rebecca with DJ Will22 featuring Anitta)                                              | 2021  | —                   | —                   | —                   | —                   | —                   | —                   | —                   | —                   | —                   | —                   | —                   | - PMB : Platinum                                                | Non-album singles                           |
| Todo o Nada (Lunay featuring Anitta)                                                                    | 2021  | —                   | —                   | —                   | —                   | —                   | 3                   | —                   | 86                  | —                   | —                   | 33                  |                                                                 | El Niño                                     |
| Mon soleil (Dadju featuring Anitta)                                                                     | 2021  | —                   | —                   | —                   | 8                   | —                   | —                   | 86                  | —                   | —                   | —                   | —                   | - SNEP : Diamond                                                | Poison ou Antidote                          |
| Un Altro Ballo (Fred de Palma featuring Anitta)                                                         | 2021  | —                   | —                   | —                   | —                   | 10                  | —                   | —                   | —                   | —                   | —                   | —                   | - FIMI : 2× Platinum                                            | Unico                                       |
| SexToU (Rennan da Penha featuring Anitta)                                                               | 2021  | —                   | —                   | —                   | —                   | —                   | —                   | —                   | —                   | —                   | —                   | —                   |                                                                 | Non-album singles                           |
| Lá Mamá de la Mamá (Remix) (El Alfa featuring Anitta, Busta Rhymes, CJ, Wisin and El Cherry Scom)       | 2021  | —                   | —                   | —                   | —                   | —                   | —                   | —                   | —                   | —                   | —                   | —                   |                                                                 | Non-album singles                           |
| Suéltate (Sam I featuring Anitta, Bia, Jarina De Marco)                                                 | 2021  | —                   | —                   | —                   | —                   | —                   | —                   | —                   | —                   | —                   | —                   | —                   |                                                                 | Sing 2 : Original Motion Picture Soundtrack |
| Que Vamo' Hacer? (Lenny Tavárez featuring Anitta)                                                       | 2022  | —                   | —                   | —                   | —                   | —                   | —                   | —                   | —                   | —                   | —                   | —                   |                                                                 | Krack Deluxe                                |
| Dançarina (Remix) (Pedro Sampaio featuring Anitta, Nicky Jam, Dadju, and MC Pedrinho)                   | 2022  | —                   | —                   | —                   | 11                  | —                   | —                   | —                   | —                   | —                   | —                   | —                   | - PMB : 2× Diamond - AFP : 3× Platinum - SNEP : Platinum        | Versions of Me                              |
| Tudo Nosso (Filipe Ret featuring Anitta and Dallass)                                                    | 2022  | —                   | —                   | —                   | —                   | —                   | —                   | —                   | —                   | —                   | —                   | —                   | - PMB : Platinum                                                | Lume                                        |
| La Loto (Tini featuring Becky G and Anitta)                                                             | 2022  | 63                  | 7                   | —                   | —                   | —                   | 23                  | 151                 | 78                  | —                   | —                   | —                   | - CAPIF : Platinum - PMB : Gold                                 | Cupido                                      |
| No Más (Murda Beatz featuring Quavo, J Balvin, Anitta and Pharrell Williams)                            | 2022  | —                   | —                   | —                   | —                   | —                   | —                   | —                   | —                   | —                   | —                   | —                   |                                                                 | À venir                                     |
| Simply the Best (Black Eyed Peas featuring Anitta and El Alfa)                                          | 2022  | —                   | —                   | —                   | —                   | 95                  | —                   | —                   | —                   | —                   | —                   | —                   |                                                                 | Elevation                                   |
| Proibidona (Gloria Groove featuring Anitta and Valesca Popozuda)                                        | 2023  | —                   | —                   | —                   | —                   | —                   | —                   | —                   | —                   | —                   | —                   | —                   |                                                                 | Futuro Fluxo                                |
| Calma Amiga (Pabllo Vittar featuring Anitta and DJ Ramemes                                              | 2023  | —                   | —                   | —                   | —                   | —                   | —                   | —                   | —                   | —                   | —                   | —                   |                                                                 | Noitada                                     |
| Balinha de Coração (Pabllo Vittar featuring Anitta)                                                     | 2023  | —                   | —                   | —                   | —                   | —                   | —                   | —                   | —                   | —                   | —                   | —                   |                                                                 | Noitada                                     |
| Mais Uma (Zaac with Anitta & DJ Yuri Martins featuring Zain)                                            | 2023  | —                   | —                   | —                   | —                   | —                   | —                   | —                   | —                   | —                   | —                   | —                   |                                                                 | Non-album singles                           |
| — denotes a recording that did not chart or was not released in that territory.                         |       |                     |                     |                     |                     |                     |                     |                     |                     |                     |                     |                     |                                                                 |                                             |

### Singles promotionnels
| Titre                                                 | Année | Album                        |
| ----------------------------------------------------- | ----- | ---------------------------- |
| Proposta                                              | 2012  | Anitta                       |
| Eu Vou Ficar                                          | 2012  | Anitta                       |
| Menina Má                                             | 2012  | Anitta                       |
| Ta na Mira                                            | 2013  | Anitta                       |
| Totalement Demais (avec Flávio Renegado ou Duduzinho) | 2015  | Bang!                        |
| Goals                                                 | 2018  | Solo                         |
| Pantera                                               | 2019  | Charlie's Angels             |
| Get to Know Me (avec Alesso)                          | 2019  | Kisses                       |
| Rosa (avec Prince Royce)                              | 2019  | Kisses                       |
| Explosion (avec Black Eyed Peas)                      | 2019  | Non-album promotional single |
| Furiosa                                               | 2021  | F9 : la saga rapide          |
| Tropa (avec Luck Muzik)                               | 2022  | Non-album promotional single |

## Autres chansons classées et certifiées
| Atenção                                                                                         | 2015 | —  | —   | —   | —  | — | - AFP : Or                 | Bang!                  |
| Ugly                                                                                            | 2019 | —  | —   | —   | —  | — |                            | UglyDolls : Soundtrack |
| Faz Gostoso (Madonna featuring Anitta)                                                          | 2019 | —  | —   | —   | 40 | — |                            | Madame X               |
| Contando Lunares (Remix) (with Don Patricio and Rauw Alejandro)                                 | 2020 | —  | 100 | —   | —  | — |                            | Non-album single       |
| Brazilera (Rauw Alejandro featuring Anitta)                                                     | 2021 | —  | —   | —   | —  | — | - PMB : Or                 | Vice versa             |
| Que Rabão (with YG, Papatinho & MC Kevin o Chris featuring Mr. Catra)                           | 2022 | 24 | —   | —   | 19 | — | - PMB : Platine - PFA : Or | Versions of Me         |
| Gata (featuring Chencho Corleone)                                                               | 2022 | —  | —   | dix | 84 | — | - PMB : Platine            | Versions of Me         |
| - désigne un enregistrement qui n'a pas été enregistré ou n'a pas été publié sur ce territoire. |      |    |     |     |    |   |                            |                        |

## Présence sur d'autres albums
| Titre                              | Année | Autre(s) artiste(s) | Album                                  |
| ---------------------------------- | ----- | ------------------- | -------------------------------------- |
| Faz Gostoso                        | 2019  | Madonna             | Madame X                               |
| Little Square UBitchU              | 2019  | Snoop Dogg          | I Wanna Thank Me                       |
| Boom boom                          | 2019  | Akon                | Le Negreeto                            |
| Mon Soleil                         | 2019  | Dadju               | Poison ou Antidote (Miel Book Edition) |
| Brazilera                          | 2021  | Rauw Alejandro      | Vice versa                             |
| Mother's Daughter X Boys Don't Cry | 2022  | Miley Cyrus         | Attention : Miley Live                 |
| Te Amo (Em Caixa Alta)             | 2022  | Kiaz                | Melhor Agora                           |
| Calma Amiga                        | 2023  | Pabllo Vittar       | Noitada                                |
| Back for More (with Anitta)        | 2023  | TXT                 | THE NAME CHAPTER : FREEFALL            |

## Vidéos musicales
| Titre                             | Année | Réalisateur                           |
| --------------------------------- | ----- | ------------------------------------- |
| Menina Má                         | 2012  | Galerão Filmes                        |
| Meiga e Abusada                   | 2012  | Blake Farber                          |
| Show das Poderosas                | 2013  | Thiago Calviño                        |
| Não Para                          | 2013  | Eduardo Magalhães                     |
| Zen                               | 2013  | Thiago Calviño                        |
| Blá Blá Blá (Live)                | 2014  | Raoni Carneiro                        |
| Cobertor                          | 2014  | Fred Ouro Preto                       |
| No Meio da Torcida                | 2014  | Cris Winter                           |
| Zen (Spanish version)             | 2014  | Thiago Calviño                        |
| Na Batida                         | 2014  | Fred Ouro Preto                       |
| Ritmo Perfeito                    | 2014  | Alex Miranda,                         |
| No Meu Talento                    | 2015  | Alex Miranda,                         |
| Hoje Eu Sonhei Com Você           | 2015  | NC                                    |
| Blecaute (Slow Funk)              | 2015  | Kaue Mazon                            |
| O Amor Tá Aí                      | 2015  | Daniel Romão                          |
| Deixa Ele Sofrer                  | 2015  | Gustavo Camacho                       |
| Bang                              | 2015  | Bruno Ilogti                          |
| A Menina Dança                    | 2015  | Giovanni Bianco                       |
| Essa Mina É Louca                 | 2016  | Bruno Ilogti                          |
| Com Que Roupa?                    | 2016  | Paulo Fontenele                       |
| Cravo e Canela                    | 2016  | Bruno Ilogti                          |
| Ginza (Remix)                     | 2016  | Juan Pablo Valencia                   |
| Faz Parte                         | 2016  | Maurício Eça                          |
| RG                                | 2016  | Joana Mazzucchelli                    |
| Sim ou Não                        | 2016  | Jessy Terrero                         |
| Sí o No                           | 2016  | Jessy Terrero                         |
| Loka                              | 2017  | Anselmo Troncoso                      |
| Você Partiu Meu Coração           | 2017  | Mess Santos, Phill Mendonça           |
| Switch                            | 2017  | Rain Sky Films                        |
| Paradinha                         | 2017  | Bruno Ilogti                          |
| Sua Cara                          | 2017  | Bruno Ilogti                          |
| Will I See You                    | 2017  | Manuel Nogueira                       |
| Is That for Me                    | 2017  | Manuel Nogueira                       |
| Downtown (Spotify vertical video) | 2017  | Bruno Ilogti                          |
| Downtown                          | 2017  | Bruno Ilogti                          |
| Vai Malandra                      | 2017  | Terry Richardson                      |
| Is That for Me (Remix)            | 2018  | Max Goodrich                          |
| Machika                           | 2018  | 36 Grados                             |
| Indecente                         | 2018  | Bruno Ilogti                          |
| Romance com Safadeza              | 2018  | Mess Santos                           |
| Ao Vivo e as Cores                | 2018  | Joana Mazzucchelli                    |
| Fica Tudo Bem                     | 2018  | Breno Pineschi, Rafael Cazes          |
| Medicina                          | 2018  | 36 Grados                             |
| Medicina (Spotify vertical video) | 2018  | 36 Grados                             |
| Perdendo a Mão                    | 2018  | Junior Bill                           |
| Jacuzzi                           | 2018  | João Papa                             |
| Goals                             | 2018  | João Papa                             |
| Não Perco Meu Tempo               | 2018  | João Papa                             |
| Veneno                            | 2018  | João Papa                             |
| Terremoto                         | 2019  | João Papa                             |
| Zé do Caroço                      | 2019  | Gabriela Vedova                       |
| Te Lo Dije                        | 2019  | Daniel Duran                          |
| Bola Rebola                       | 2019  | Lula Carvalho                         |
| Favela Chegou (Live)              | 2019  | Julio Loureiro                        |
| R.I.P.                            | 2019  | Eif Rivera                            |
| R.I.P. (Spotify vertical video)   | 2019  | Eif Rivera                            |
| Você Mentiu                       | 2019  | Fernando Neumayer                     |
| Sin Miedo                         | 2019  | Lula Carvalho                         |
| Tu y Yo                           | 2019  | Bruno Ilogti                          |
| Get to Know Me                    | 2019  | João Papa                             |
| Rosa                              | 2019  | Bruno Ilogti                          |
| Juego                             | 2019  | João Papa                             |
| Atencíon                          | 2019  | João Papa                             |
| Onda Diferente                    | 2019  | Lula Carvalho                         |
| Banana                            | 2019  | Lula Carvalho                         |
| Poquito                           | 2019  | Pedro Molinos                         |
| Poquito (Spotify vertical video)  | 2019  | Pedro Molinos                         |
| Pa' Lante                         | 2019  | Daniel Duran                          |
| Make It Hot                       | 2019  | Jovan Todorović                       |
| Muito Calor                       | 2019  | Nuno Gomes                            |
| Contatinho (Live)                 | 2019  | Julio Loureiro                        |
| Complicado                        | 2019  | Leo Ferraz                            |
| eXplosion                         | 2019  | will.I.am, Pasha Shapiro, Ernst Weber |
| Fuego                             | 2019  | Colin Tilley                          |
| Some Que Ele Vem Atrás (Live)     | 2019  | Pedro Secchin                         |
| Combatchy                         | 2019  | Nixon Freire                          |
| Meu Mel                           | 2019  | Phill Mendonça                        |
| Até o Céu                         | 2019  | Og Cruz                               |
| Jogação                           | 2020  | Phill Mendonça                        |
| Contando Lunares (Remix)          | 2020  | Golden Beetle Films                   |
| Rave de Favela                    | 2020  | George Nienhuis                       |
| Desce Pro Play (Pa Pa Pa)         | 2020  | Felipe Britto                         |
| Tócame                            | 2020  | Giovanni Bianco                       |
| Paloma                            | 2020  | Matteo Stefani, Andrea Biscaro        |
| Ta com o Papato                   | 2020  | Daniel Levenhagem                     |
| Me Gusta                          | 2020  | Daniel Russell                        |
| Modo Turbo                        | 2020  | Alaska                                |
| Loco                              | 2021  | Daniel Levenhagem                     |
| Tô Preocupada (Calma Amiga)       | 2021  | Anitta                                |
| Mi Niña (Remix)                   | 2021  | Charlie Nelson                        |
| Girl from Rio                     | 2021  | Giovanni Bianco                       |
| Girl from Rio (Remix)             | 2021  | Giovanni Bianco                       |
| Mon soleil                        | 2021  | Alexinho Mougeolle                    |
| Un Altro Ballo                    | 2021  | Mauro Russo                           |
| Todo o Nada                       | 2021  | La Familia                            |
| SexToU                            | 2021  | Romulo Menescal, Vinicius Olivo       |
| Faking Love                       | 2021  | Bradley & Pablo                       |
| Envolver                          | 2021  | Anitta                                |
| Suéltate                          | 2021  | Galen Hooks                           |
| No Chão Novinha                   | 2021  | Fernando Moraes                       |
| Boys Don't Cry                    | 2022  | Anitta, Christian Breslauer           |
| Envolver (Remix)                  | 2022  | Paloma Valencia                       |
| Que Vamo' Hacer                   | 2022  | Fernando Moraes                       |
| First Class                       | 2022  | Jack Begert                           |
| Dançarina (Remix)                 | 2022  | Marioo                                |
| Tropa                             | 2022  | Christian Breslauer                   |
| La Loto                           | 2022  | Diego Peskins, Daniel Duran           |
| No Más                            | 2022  | Jackson Tisi                          |
| Tudo Nosso                        | 2022  | Paladino                              |
| Gata                              | 2022  | Giovanni Bianco                       |
| El Que Espera                     | 2022  | Mike Ho                               |
| Lobby                             | 2022  | Arrad                                 |
| Simply the Best                   | 2022  | will.i.am, Anitta                     |
| Proibidona (Live)                 | 2023  | Samy Elia                             |